# Teogonia
Teogonia (em grego:  Θεογονία [theos, deus + gonia, nascimento] - THEOGONIA, na transliteração), também conhecido por Genealogia dos Deuses, é um poema mitológico em 1022 versos hexâmetros escrito por Hesíodo no século VIII-VII a.C., no qual o narrador é o próprio poeta.
O poema se constitui no mito cosmogônico (descrição da origem do mundo) dos gregos, que se desenvolve com geração sucessiva dos deuses, e na parte final, com o envolvimento destes com os homens originando assim os heróis.
Nesse mito, as divindades representam fenômenos ou aspectos básicos da natureza humana, expressando assim as ideias dos primeiros gregos sobre a constituição do universo.

## Resumo do mito
A progressiva gênese do universo da desordem para a ordem presidida por Zeus começa com os elementos fundamentais e se desenvolve por seis gerações sucessivas de deuses:  No início Caos, (ou vazio primitivo) e Gaia (a terra) conviviam com Tártaro (a escuridão primeva) e Eros (a atração amorosa) daí sendo gerados (assexuadamente) Hemera (o dia), Nix (a noite), Urano (o céu) e Ponto (a água primordial).
Na segunda geração, Urano e Gaia geraram os titãs, gigantes dos quais destacam-se Cronos (o tempo), Oceano (a água doce), Têmis (a Lei), Mnemósine (a memória) e vários monstros míticos.
Na terceira geração, Cronos assume o poder e inadvertidamente dá origem a Afrodite (amor sensual) relacionando a noite (Nix) com Tânato (a morte), Hipnos (o sono) e Oniro (os sonhos). Ponto origina Fórcis pai de monstros como Górgona, Equidna, Esfinge e Nereu (o mais antigo deus do mar),  pai das nereidas.
Oceano dá vida às ninfas dos ventos Métis (sabedoria) e Hélio (o sol) e Céos gera entre outros Hécate (a dádiva/magia).
Numa última etapa, Zeus destrona Cronos, seu pai, altura em que é inserida a lenda de Prometeu, dito filho de Jápeto. Mas para consolidar seu poder Zeus teria ainda que lutar e derrotar Tifão, filho de Gaia e Tártaro. Daí até o seu final, o poema trata do relacionamento dos deuses com os homens.